# Tyranny of Souls
Tyranny of Souls ist das sechste Soloalbum von Bruce Dickinson aus dem Jahr 2005. Es erschien am 23. Mai 2005 bei Sanctuary Records. Es war sein erstes Soloalbum seit seiner Rückkehr zu Iron Maiden im Jahr 1999 und sein letztes für fast zwei Jahrzehnte, bis 2024 sein Nachfolgealbum The Mandrake Project erschien.

## Hintergrund
Das Songwriting des Albums war zwischen Roy Z und Dickinson aufgeteilt. Während der Komposition schickte Roy Z Aufnahmen von Riffs an Dickinson, der mit Iron Maiden auf Tour war. Dickinson schrieb anschließend Texte und Melodien. Roy Z fungierte auch als Produzent des Albums und spielte alle Gitarrenparts sowie einige zusätzliche Bassgitarren- und Klavierparts.
Die anderen Musiker auf dem Album waren alle über verschiedene Projekte mit Roy Z verbunden. Z, der Bassist Ray „Geezer“ Burke und der Keyboarder Maestro Mistheria trugen alle zur 2003 erschienenen Veröffentlichung Eyes of Eternity des Sängers Rob Rock bei. Schlagzeuger Dave Moreno und Bassist Juan Perez waren damals Mitglieder von Roy Zs Latin-Rock-Band Tribe of Gypsies.
Kill Devil Hill ist von dem erfolgreichen Flug der Gebrüder Wright im Jahr 1903 inspiriert (siehe Kill Devil Hills). Navigate the Seas of the Sun ist inspiriert von Erich von Dänikens Theorie über die Präsenz Außerirdischer auf der Erde vor langer Zeit und über den Umgang des Menschen damit in der Zukunft. Der Titeltrack basiert auf Shakespeares Tragödie MacBeth und enthält im gesamten Lied direkte Zitate und Zeilen aus dem Stück. Das Cover zeigt eine der Tafeln des Triptychons der Irdischen Eitelkeit und der Himmlischen Erlösung, eines Werks des Renaissance-Künstlers Hans Memling.

## Titelliste
Alle Titel wurden von Dickinson und Roy Z geschrieben.
| Nr. | Titel                        | Länge |
| --- | ---------------------------- | ----- |
| 1.  | Mars Within                  | 1:29  |
| 2.  | Abduction                    | 3:50  |
| 3.  | Soul Intruders               | 3:52  |
| 4.  | Kill Devil Hill              | 5:07  |
| 5.  | Navigate the Seas of the Sun | 5:51  |
| 6.  | River of No Return           | 5:13  |
| 7.  | Power of the Sun             | 3:29  |
| 8.  | Devil on a Hog               | 4:01  |
| 9.  | Believil                     | 4:50  |
| 10. | A Tyranny of Souls           | 5:48  |

| Nr. | Titel   | Länge |
| --- | ------- | ----- |
| 11. | Eternal | 5:59  |

## Mitwirkende
Musiker
- Bruce Dickinson – lead vocals
- Roy Z – guitars, bass guitar (tracks 7, 9), producer, engineer, mixing
- Dave Moreno – drums
- Ray "Geezer" Burke – bass guitar (tracks 1, 4–6, 8, 10)
- Juan Perez – bass guitar (tracks 2, 3)
- Maestro Mistheria – keyboards

Produktion
- Hatch Inagaki – second engineer
- Stan Katayama – mixing
- Jeff Wakolbinger – mixing assistant
- Tom Baker – mastering at Precision Mastering, Los Angeles

## Rezeption

### Rezensionen
Allmusic vergab 3,5 von 5 Sternen.
Rock Hard wertete mit 9,5 von zehn Punkten.

### Chartplatzierungen
| ChartsChartplatzierungen       | Höchstplatzierung | Wochen |
| ------------------------------ | ----------------- | ------ |
| Deutschland (GfK)              | 39 (3 Wo.)        | 3      |
| Österreich (Ö3)                | 58 (2 Wo.)        | 2      |
| Schweiz (IFPI)                 | 73 (2 Wo.)        | 2      |
| Vereinigte Staaten (Billboard) | 180 (1 Wo.)       | 1      |
| Vereinigtes Königreich (OCC)   | 65 (1 Wo.)        | 1      |